# モデルス・ガンマ
モデルス・ガンマ（Moderus Gamma）は、ポーランドの鉄道車両メーカーであるモダトランスが開発した路面電車車両。社内の大半がバリアフリーに適した低床構造となっている超低床電車である。

## 概要
ポズナン市電の電車修理部門を母体として2003年に設立されたモダトランス（Modertrans）は、単行運転が可能なボギー車の「モデルス・アルファ」や連接車の「モデルス・ベータ」を製造し、ポーランド各地に展開していた。だが、旧型路面電車の更新によって作られた前者は高床式車体、旧型電車の台車が流用された後者は中間車体のみ低床式とバリアフリーの面で難があり、車内の大半が低床構造となっている超低床電車が求められていた。そこで、これらの製造で得られた技術を基にモダトランスは1,400万ズウォティを費やし、より近代的な路面電車を開発するプロジェクト（Innowacyjny tramwaj miejski）を立ち上げた。その際にはポズナン工科大学とのコンソーシアムが立ち上げられた他、国立研究開発センターを介しEUから560万ズウォティの融資も受けた。そして、その成果として2016年11月18日に公開されたのがモデルス・ガンマである。
ポーランドのメドコム（Medcom）が製造を手掛けた、VVVFインバータ制御方式（IGBT素子）に対応した電気機器が搭載されており、炭化ケイ素（SiC）を部品に用いる事で機器の小型化・軽量化が図られている。また、電力が回収可能な回生ブレーキも搭載されており、従来の車両と比べエネルギーの消費量が削減されている。車内には冷暖房が完備されている他、ベビーカーや車椅子を設置することができるフリースペースが存在する。

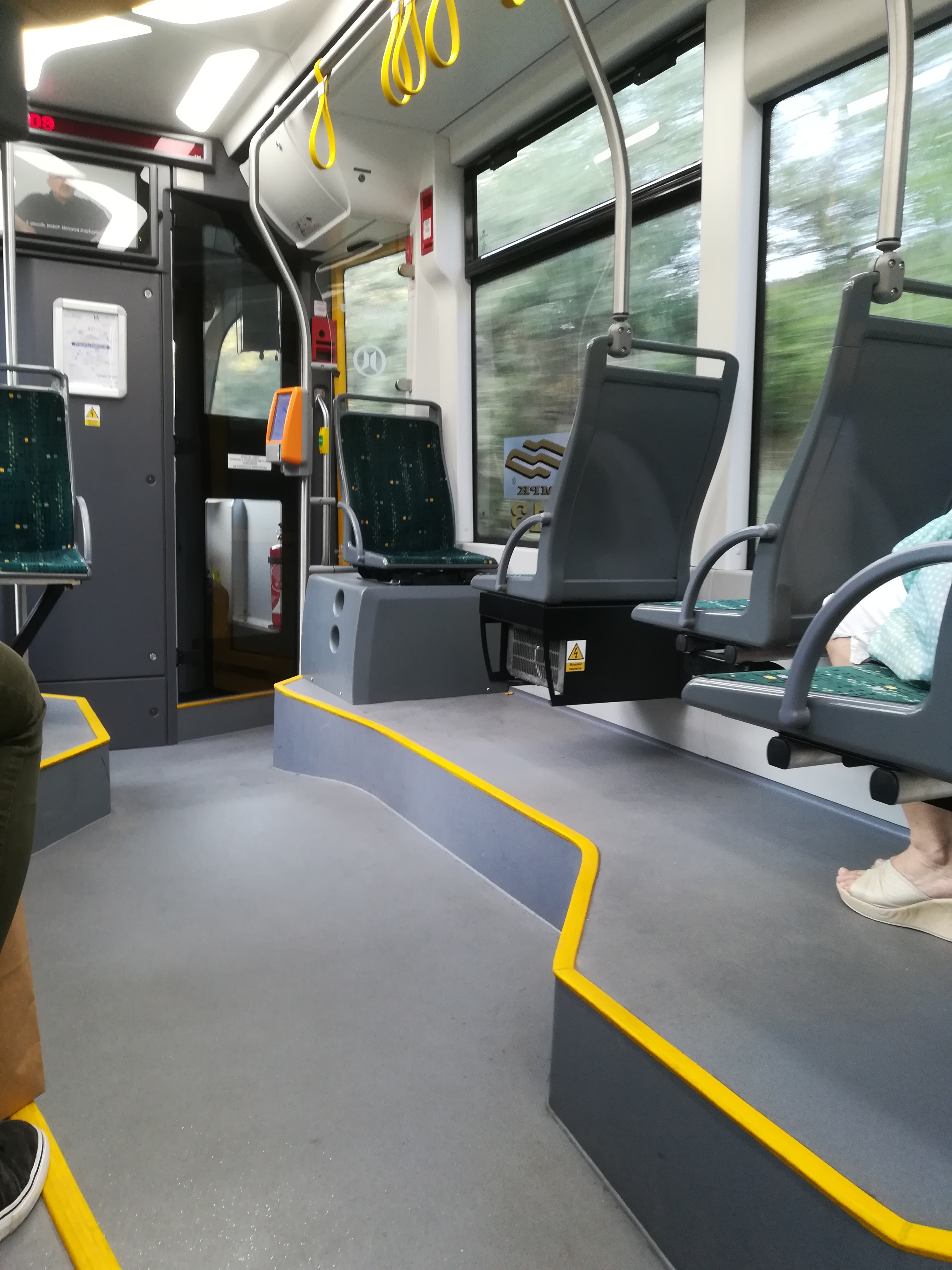
車内（LF 01 AC）
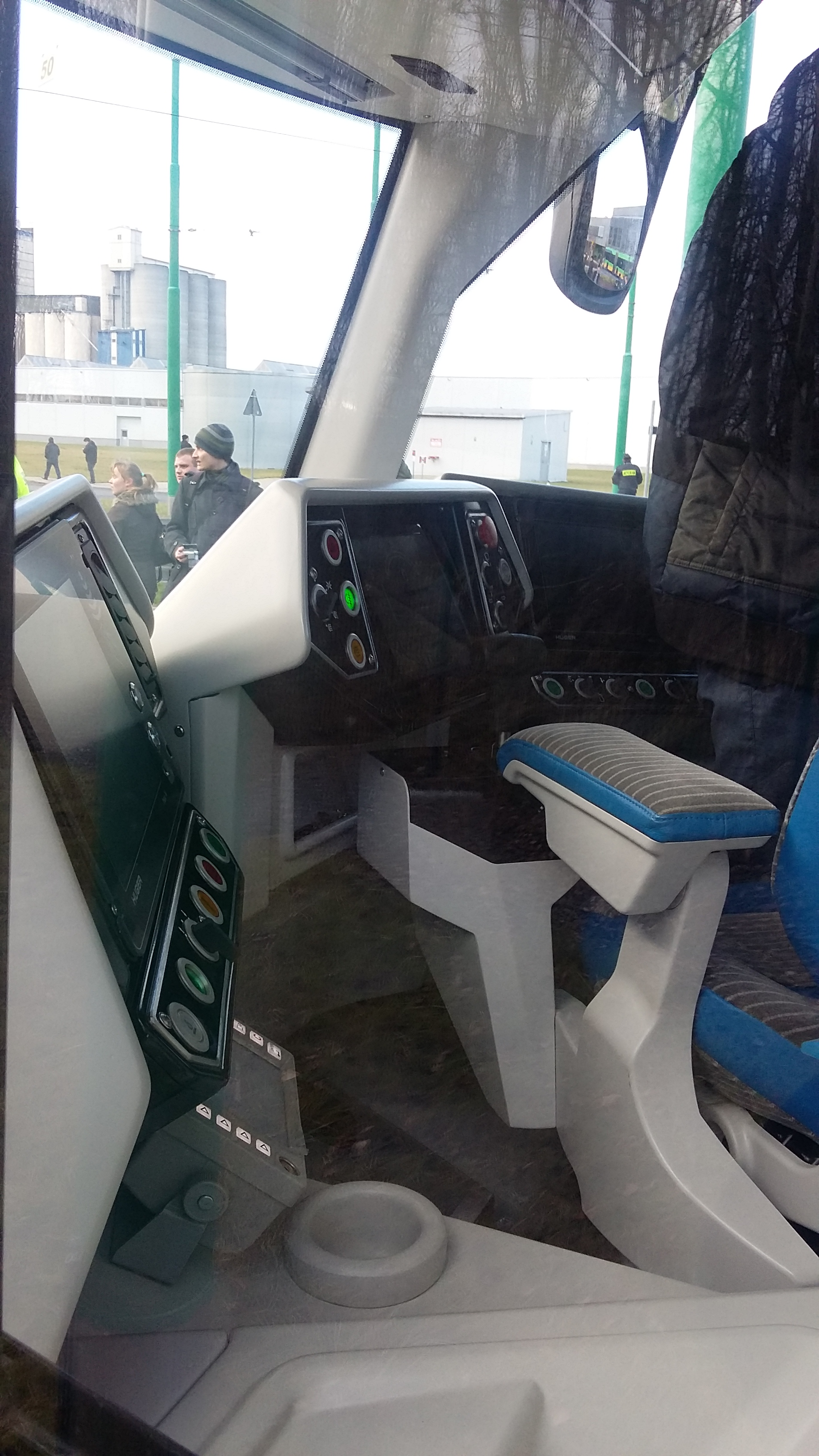
運転台（LF 01 AC）
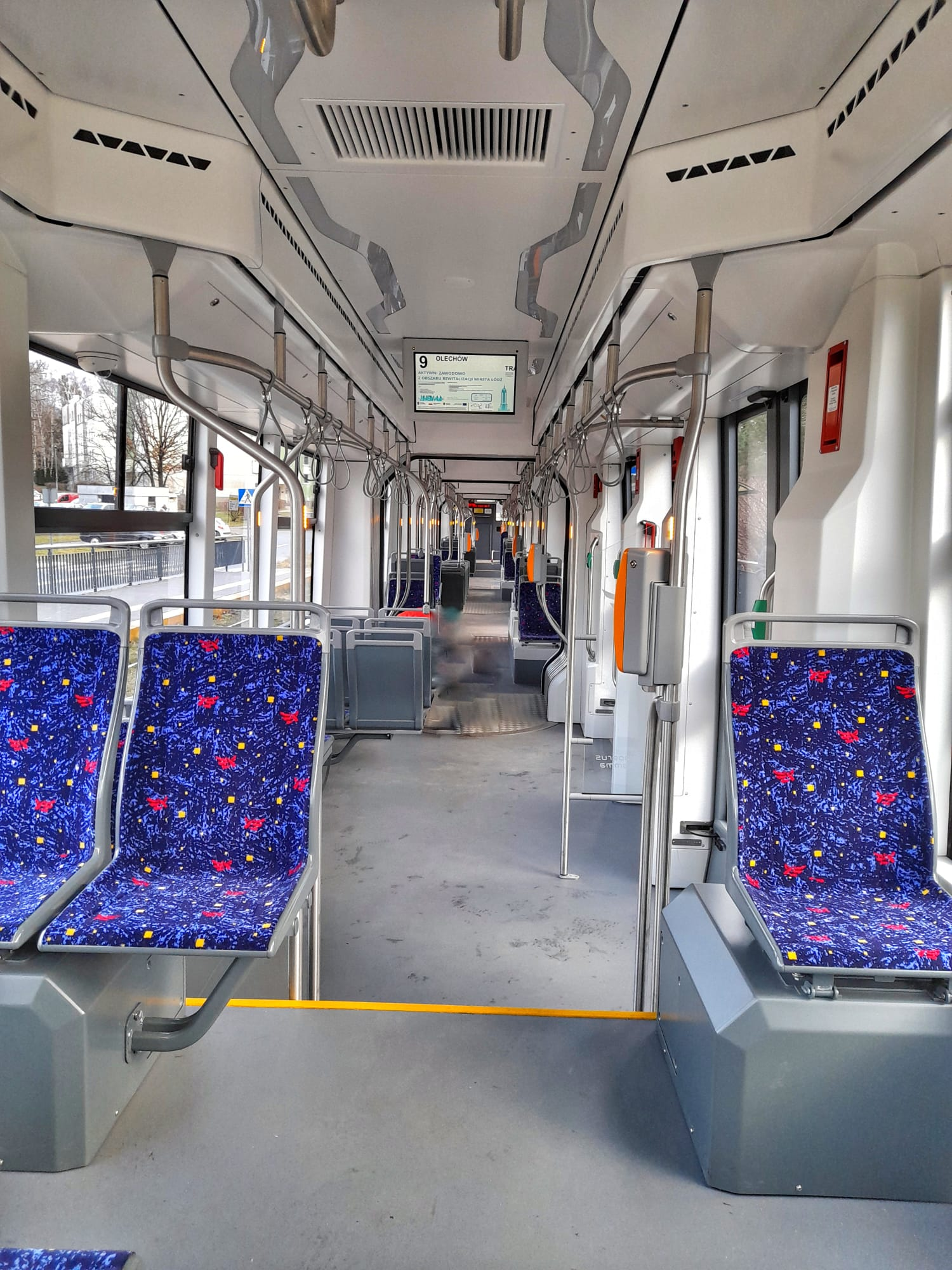
車内（LF 06 AC）

## 車種・運用
試作車（LF 01 AC）は2016年に完成し、グダニスクやヴロツワフなどポーランド各地の路面電車で試運転を実施した。その成果を踏まえ、2017年にポズナン市内を走るポズナン市電向け車両の発注が行われたのを皮切りに、モデルス・ガンマはポーランド国内外へ向けて量産車の開発・製造が行われている。ほとんどの形式は車内全体が低床構造（低床率100 %）だが、ウッチ市電向けの車両（LF 06 AC）は回転軸を備えた台車を用いる関係上、車内全体のうち88 %が低床構造となっており、前後車体の端部に段差が存在する。2023年時点でモデルス・ガンマが導入されている、もしくは導入が予定されている車両は以下の通りである。
| モデルス・ガンマ 導入都市・形式一覧         | モデルス・ガンマ 導入都市・形式一覧 | モデルス・ガンマ 導入都市・形式一覧 | モデルス・ガンマ 導入都市・形式一覧 | モデルス・ガンマ 導入都市・形式一覧 | モデルス・ガンマ 導入都市・形式一覧            |
| 都市                                        | 形式                                | 編成                                | 運転台                              | 両数                                | 備考・参考                                     |
| ------------------------------------------- | ----------------------------------- | ----------------------------------- | ----------------------------------- | ----------------------------------- | ---------------------------------------------- |
| ポズナン (ポズナン市電)                     | LF 01 AC                            | 5車体連接車                         | 片運転台                            | 1両                                 | 試作車                                         |
| ポズナン (ポズナン市電)                     | LF 02 AC                            | 3車体連接車                         | 片運転台                            | 30両                                | 主機インバータには三菱電機製トランジスタを使用 |
| ポズナン (ポズナン市電)                     | LF 03 AC BD                         | 3車体連接車                         | 両運転台                            | 20両                                | 主機インバータには三菱電機製トランジスタを使用 |
| ポズナン (ポズナン市電)                     | LF 05 AC                            | ボギー車                            | 片運転台                            | 1両                                 | 試作車                                         |
| ポズナン (ポズナン市電)                     | LF 04 AC BD                         | 3車体連接車                         | 両運転台                            | 30両(予定)                          | [ 14 ]                                         |
| ヴロツワフ (ヴロツワフ市電)                 | LF 07 AC                            | 3車体連接車                         | 片運転台                            | 46両                                | [ 15 ]                                         |
| ウッチ (ウッチ市電)                         | LF 06 AC                            | 5車体連接車                         | 片運転台                            | 30両                                | 低床率88 %                                     |
| ヴォルタースドルフ (ヴォルタースドルフ軌道) | LF 10 AC BD                         | ボギー車                            | 両運転台                            | 4両                                 |                                                |
| シュチェチン (シュチェチン市電)             | ？                                  | ？                                  | 両運転台                            | 4両(予定)                           | オプション分として8両の追加発注も可能          |

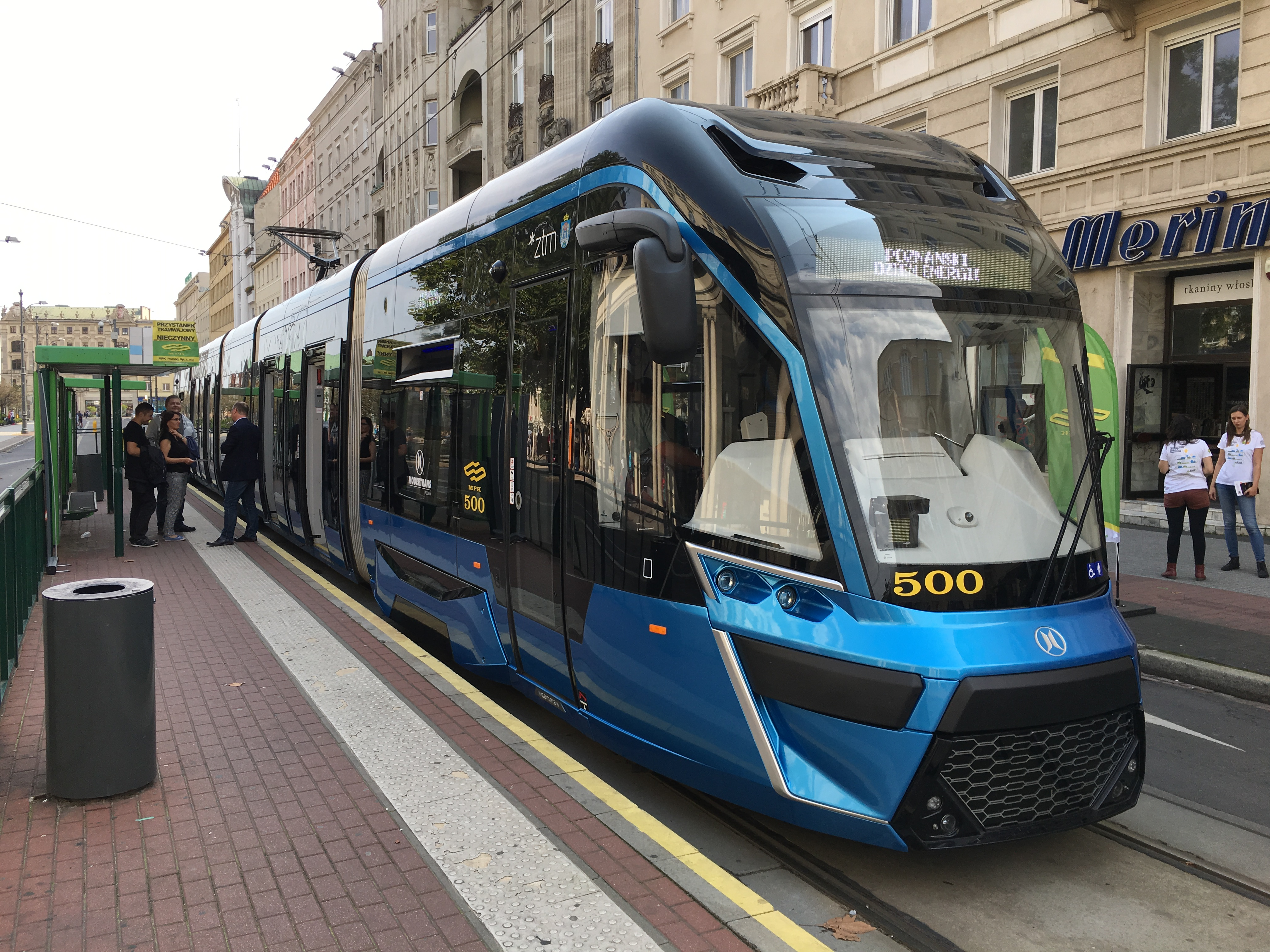
LF 01 AC（ポズナン） （2017年撮影）
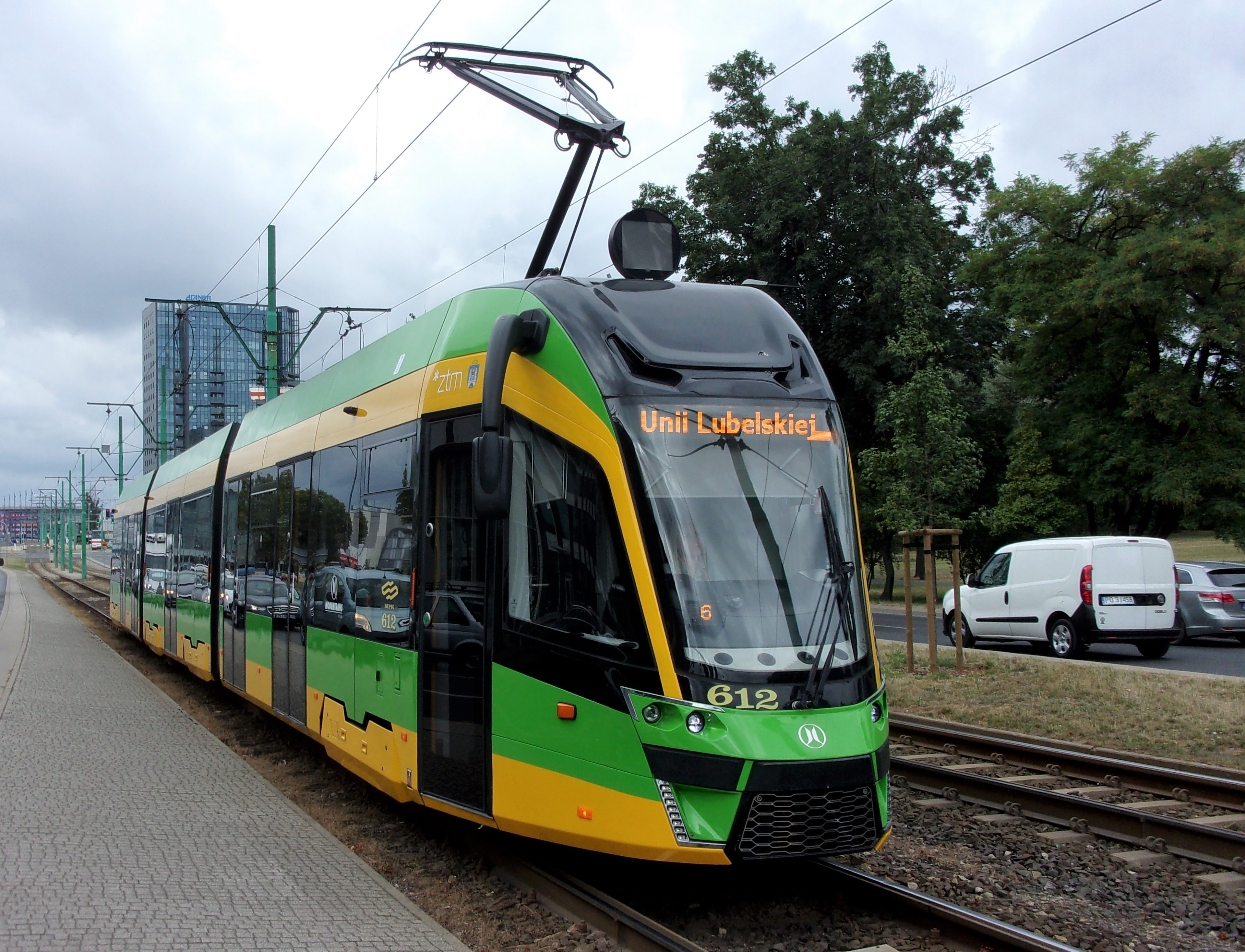
LF 02 AC（ポズナン） （2021年撮影）
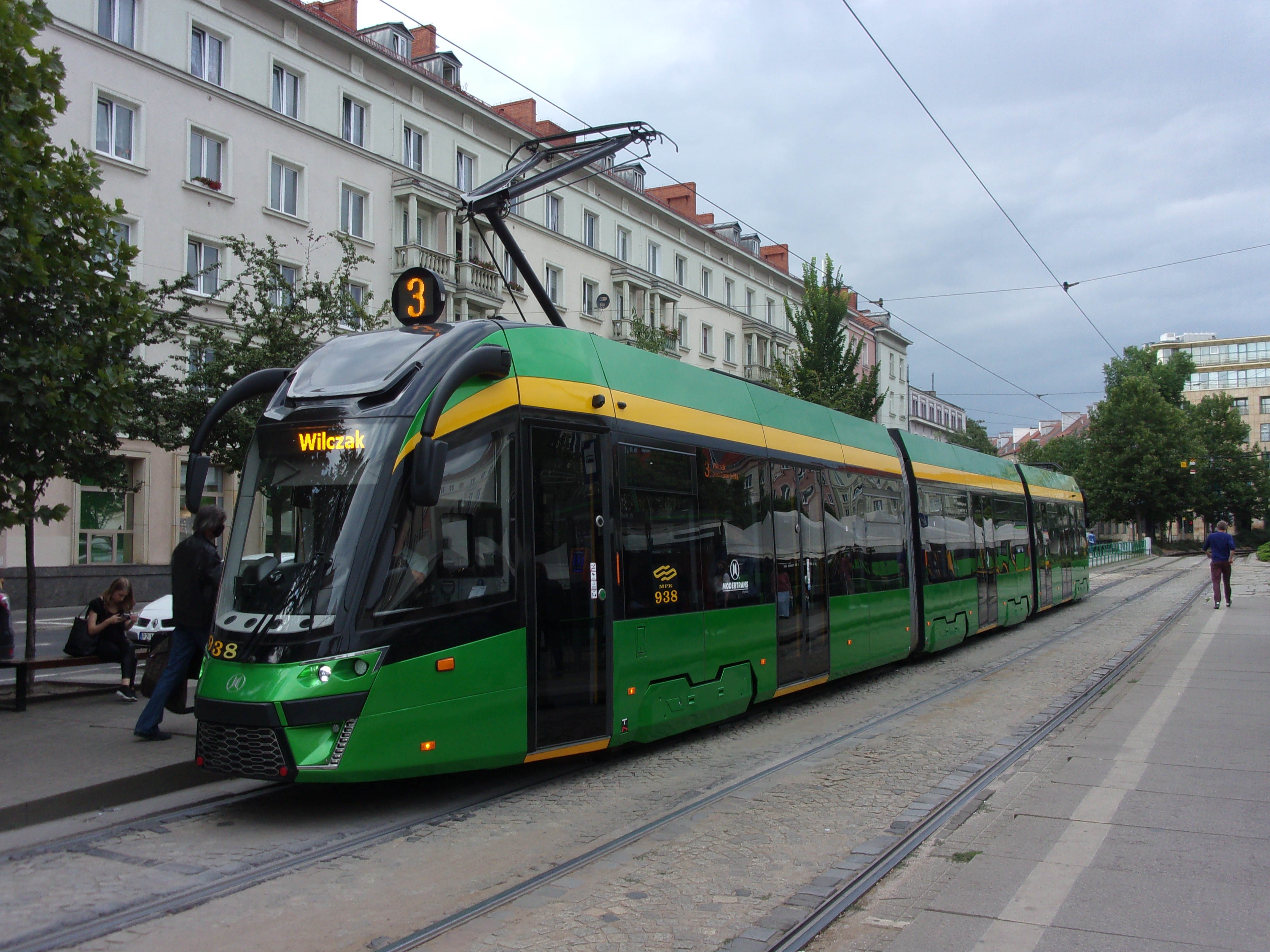
LF 03 AC BD（ポズナン） （2021年撮影）
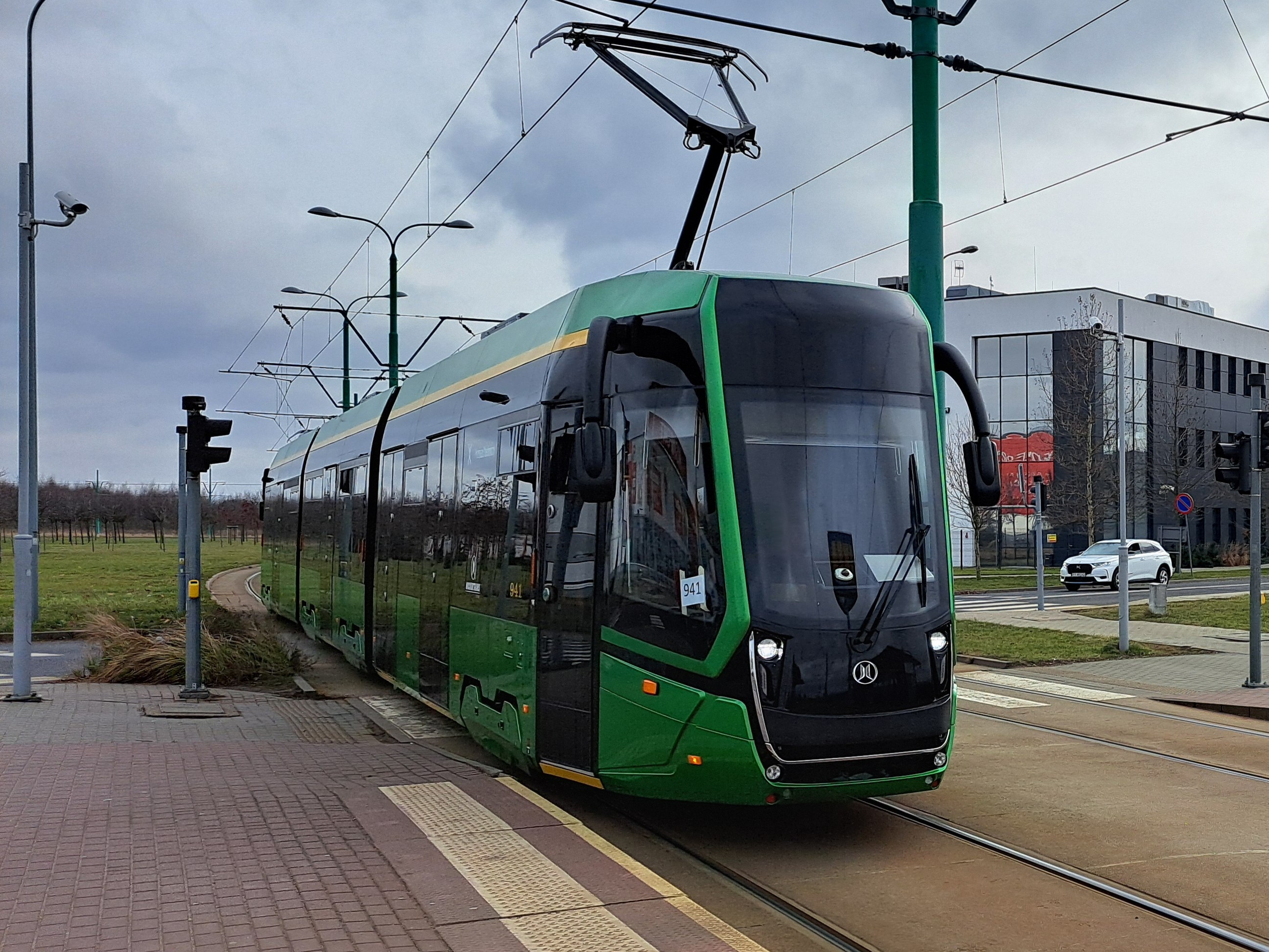
LF 04 AC BD（ポズナン） （2025年撮影）
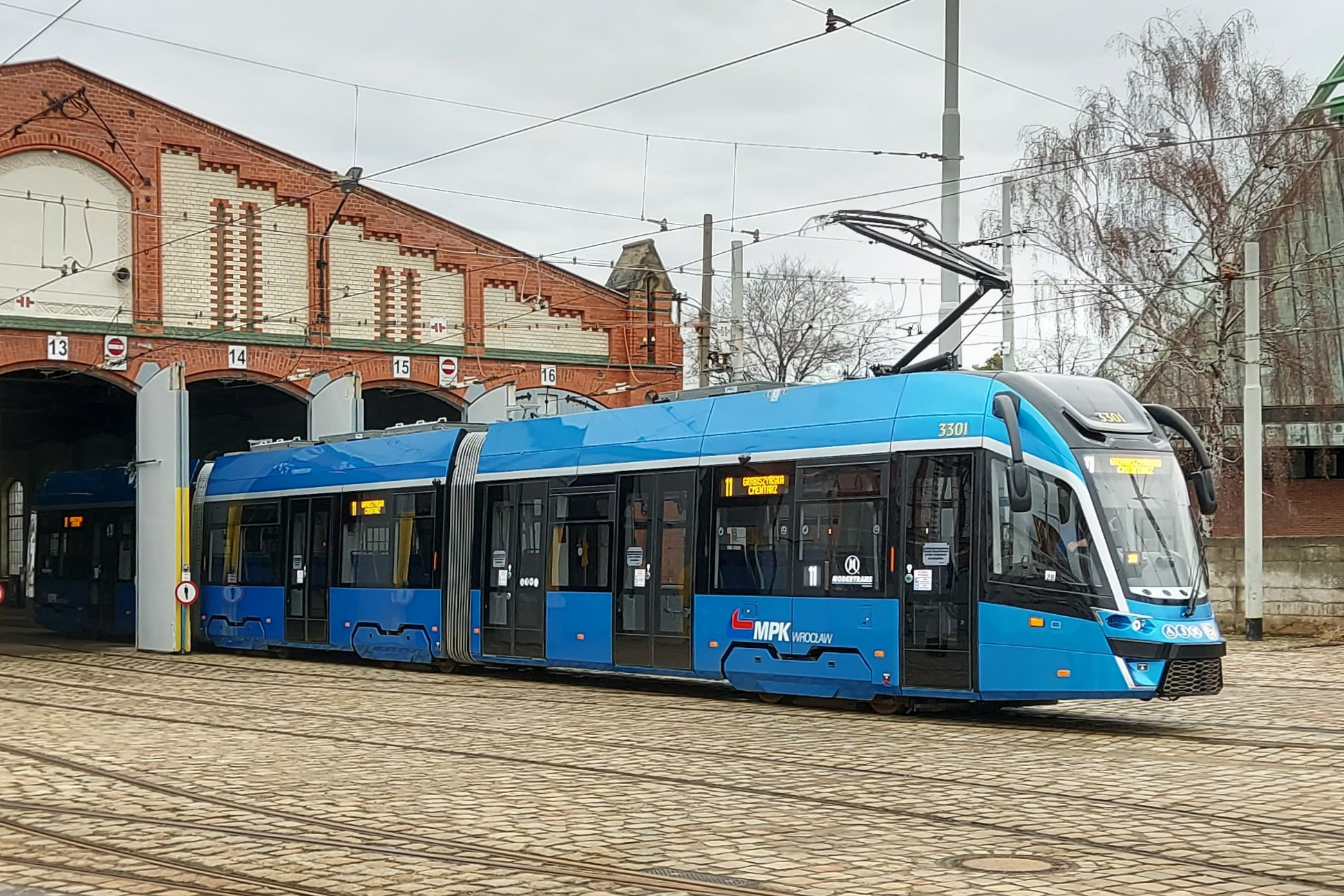
LF 07 AC（ヴロツワフ） （2021年撮影）
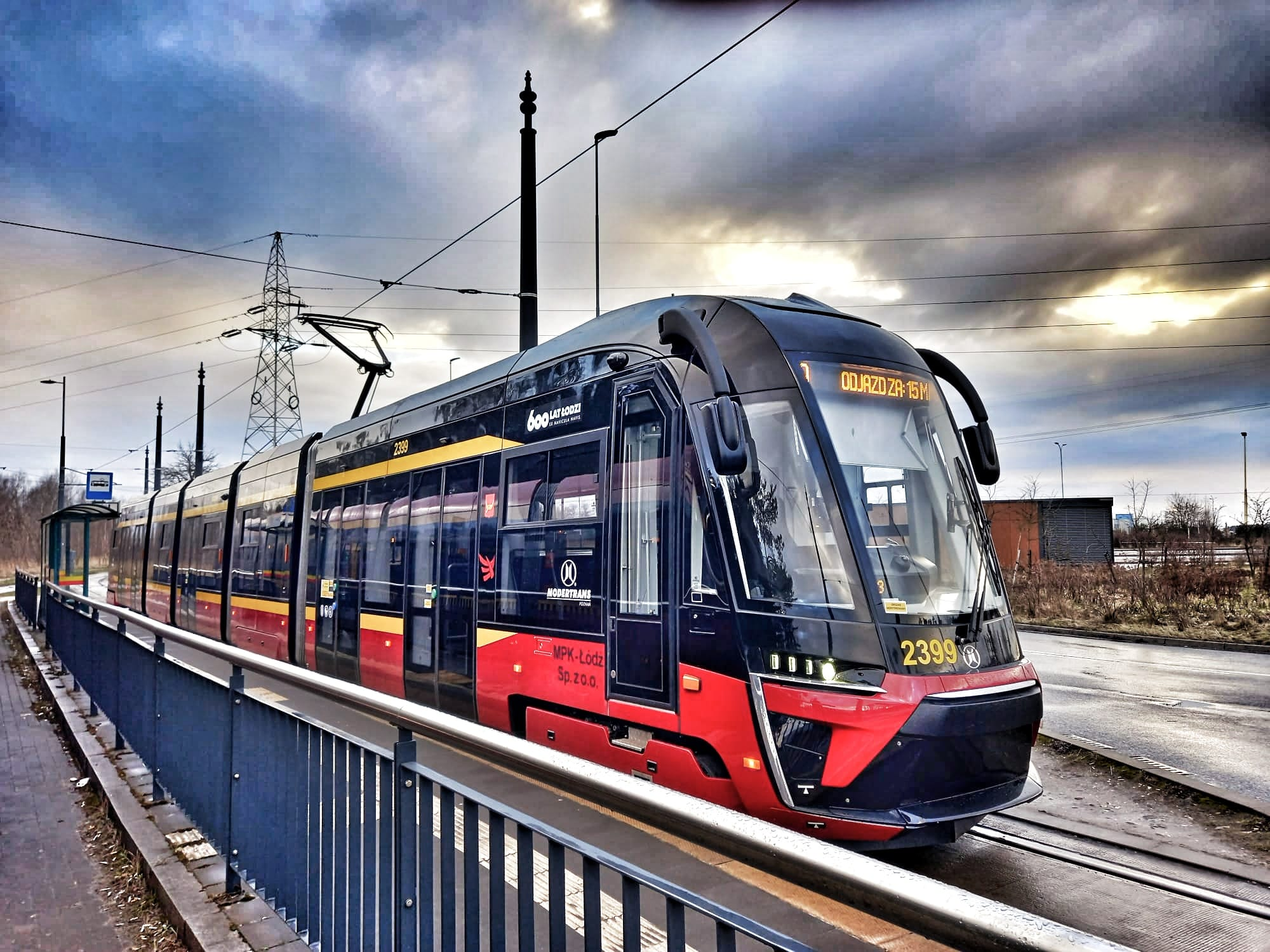
LF 06 AC（ウッチ） （2023年撮影）
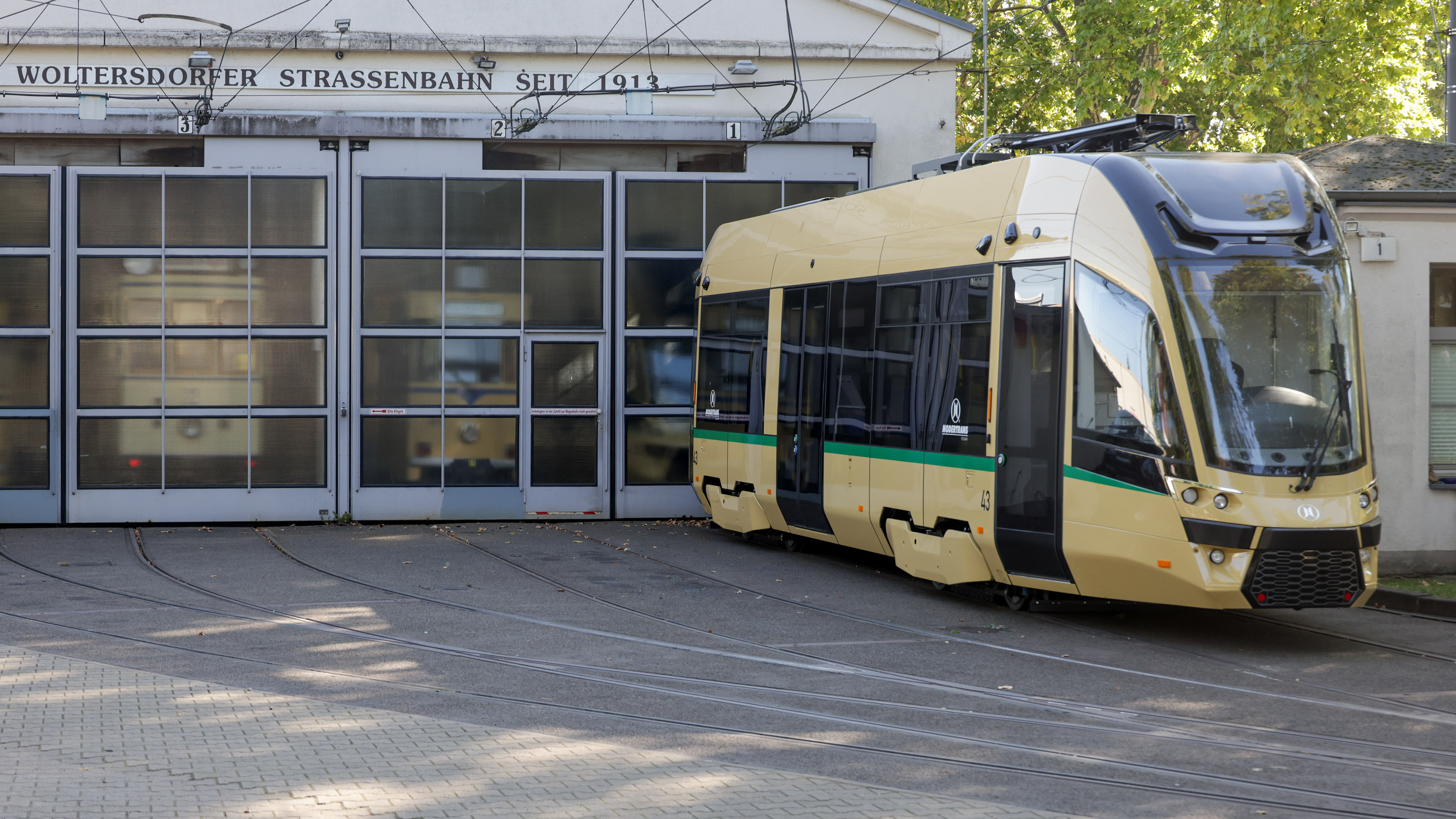
LF 10 AC BD（ヴォルタースドルフ（ドイツ語版）） （2024年撮影）